# Hòa Bình, Đồng Hỷ
Hòa Bình là một xã thuộc huyện Đồng Hỷ, tỉnh Thái Nguyên, Việt Nam.

## Địa lý
Xã Hòa Bình nằm ở phía tây bắc huyện Đồng Hỷ, có sông Cầu chảy qua khu vực trung tâm theo chiều bắc - nam và có vị trí địa lý:
- Phía đông giáp xã Tân Long
- Phía tây giáp huyện Phú Lương
- Phía nam giáp xã Minh Lập
- Phía bắc giáp xã Văn Lăng.

Xã Hòa Bình có diện tích 12,50 km², dân số năm 2020 là 5.468 người, mật độ dân số đạt 438 người/km².

## Lịch sử
Sau năm 1975, Hòa Bình là một xã thuộc huyện Võ Nhai.
Ngày 2 tháng 4 năm 1985, Hội đồng Bộ trưởng ra Quyết định số 102-HĐBT sáp nhập xã Hòa Bình vào huyện Đồng Hỷ.
Đến năm 2019, xã Hòa Bình được chia thành 1 phố: Hích và 6 xóm: Đồng Vung, Đồng Cẩu, Tân Đô, Tân Yên, Tân Thành, Trung Thành.
Ngày 11 tháng 12 năm 2019, sáp nhập xóm Tân Thành vào xóm Trung Thành.

## Hành chính
Xã Hòa Bình được chia thành 1 phố: Hích và 5 xóm: Đồng Cẩu, Đồng Vung, Tân Đô, Tân Yên, Trung Thành.